# Oxyodes tricolor
Oxyodes tricolor är en fjärilsart som beskrevs av Achille Guenée 1852. Oxyodes tricolor ingår i släktet Oxyodes och familjen nattflyn. Inga underarter finns listade i Catalogue of Life.

## Bildgalleri

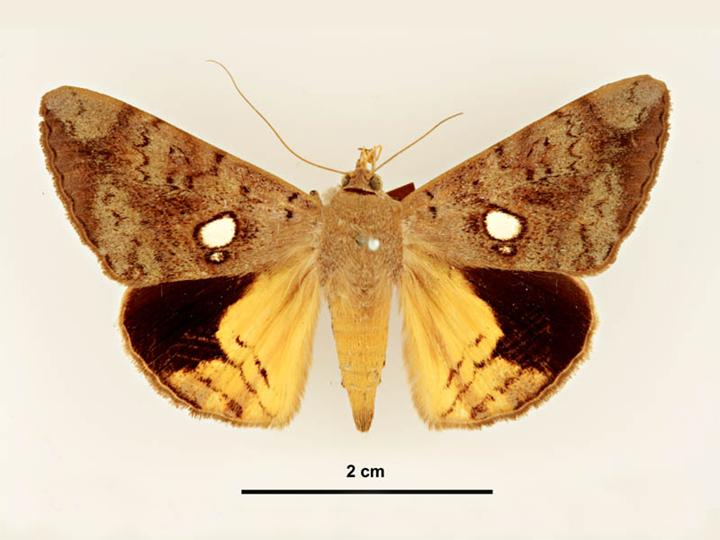
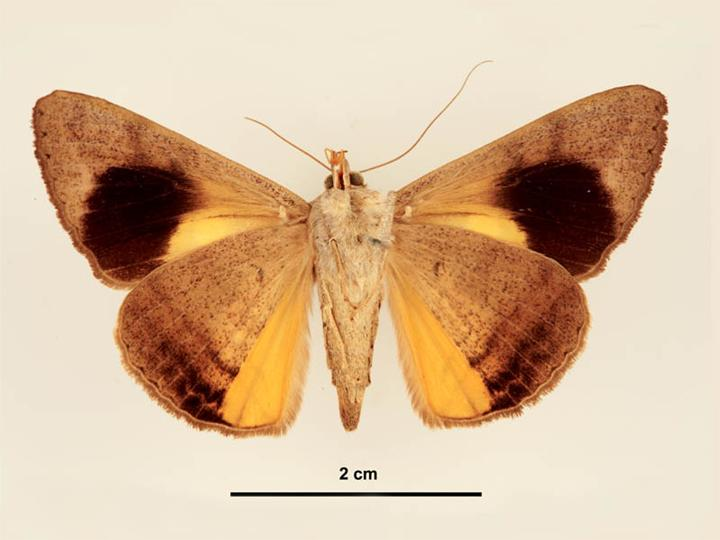
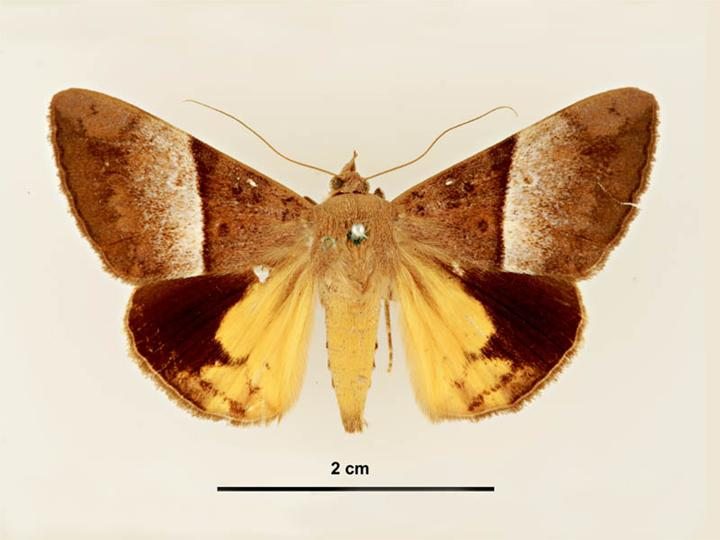
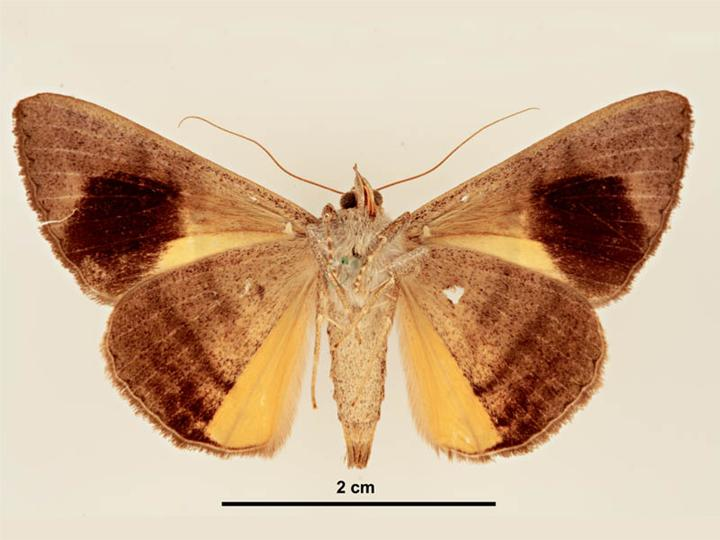